# Serrure à pompe
Pour les articles homonymes, voir serrure et Pompe (homonymie).

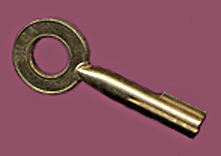
Photo d'une clef pour la serrure de sécurité dite « serrure à pompe ».

La serrure à pompe (en anglais : anglais : Bramah's lock) souvent appelée serrure de sécurité est un mécanisme cylindrique muni de plusieurs ailettes indépendantes coulissantes suivant l'axe du cylindre. La clef permet de positionner chaque ailette de manière que le cylindre puisse tourner.
Les ailettes sont maintenues en position de repos par un ressort hélicoïdal dans le sens de l'axe.
Ce système de serrure a été inventé par Joseph Bramah (dépôt du brevet le 21 août 1784).

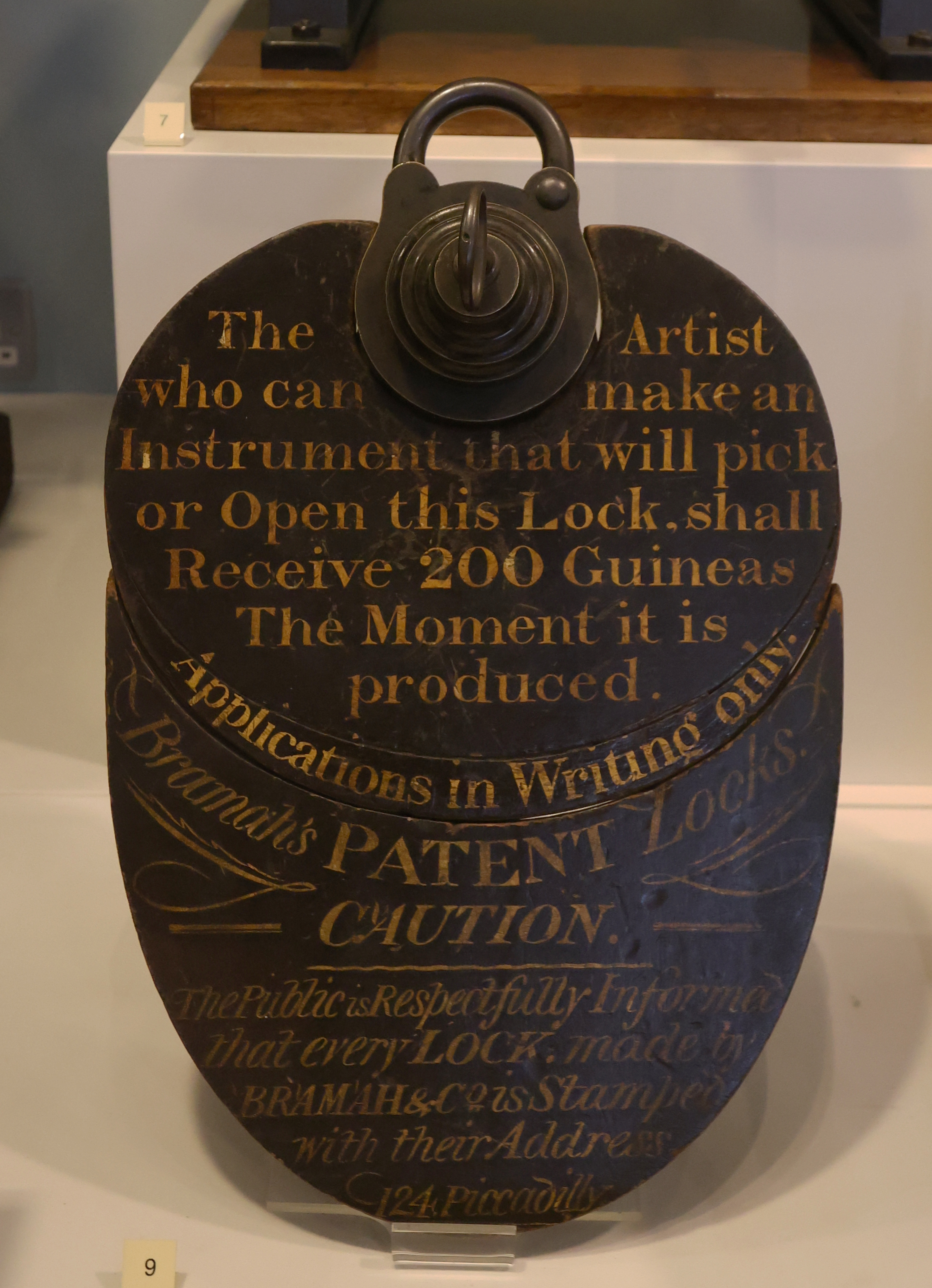
La serrure de Joseph Bramah, incrochetable pendant 67 ans.

La serrure de Joseph Bramah a été crochetée par Alfred Charles Hobbs (en) (1812-1891) lors de l’Exposition universelle de 1851 à Londres.